# Lunar Cruiser
Le Lunar Cruiser est un projet de rover lunaire pressurisé de l'agence spatiale japonaise JAXA en coopération avec l'entreprise automobile Toyota développé dans le but d'explorer le pôle sud de la Lune dans le cadre du programme Artemis de la NASA. L'accord signé en 2024 entre les deux agences prévoit la fourniture du rover en échange de deux places vers la surface de la Lune pour des astronautes japonais, alors envisagé pour les missions Artemis 4 en 2028 et Artemis 7 en 2031.
D'une masse de 15 tonnes, le Lunar Cruiser doit être livré à la surface lunaire à bord d'un atterrisseur de grande taille dérivé du Starship HLS ou du Blue Moon fourni par la NASA à l'horizon 2031. Il doit pouvoir accommoder deux astronautes pour des voyages d'une trentaine de jours, avec trois sorties extravéhiculaires par semaine et 26 kilomètres parcourus par jour.

## Historique
Un accord entre l'administrateur de la NASA Bill Nelson et le ministre japonais du MEXT Masahito Moriyama est signé le 10 avril 2024 à Washington, selon lequel la JAXA fournira le Lunar Cruiser en échange de deux places pour des astronautes japonais à bord de mission Artemis à destination de la surface de la Lune. Le Japon devient avec cet accord le premier partenaire international du programme à obtenir des places vers la surface lunaire, en plus de la place vers la station Gateway en orbite lunaire déjà échangée contre la participation de la JAXA au module I-Hab.

## Caractéristiques
Le Lunar Cruiser est un engin de grande taille, long de 6 mètres, large de 5,2 mètres, haut de 3,8 mètres, et d'une masse au lancement de 15 tonnes. Contrairement au plus léger Lunar Terrain Vehicle (LTV), le Lunar Cruiser est un rover pressurisé capable d'héberger deux astronautes (quatre en cas d'urgence) dans un habitacle de 13 mètres cubes avec un environnement contrôlé à l'aide d'un système de support de vie, pour une durée de mission nominale de 28 jours avec 3 jours de marge. Il doit permettre un maximum de trois sorties extravéhiculaires par semaine pour un temps cumulé de 24 heures, la cabine doit être dépressurisé pendant chaque sortie car le rover ne dispose pas d'un sas. Avant chaque mission, le rover doit être chargé des consommables nécessaires, soit une masse de 3 tonnes pour 14 jours, ou 2,6 tonnes pour 7 jours.
Le Lunar Cruiser a une vitesse maximale de 15 km/h, est capable d'opérer sur des pentes maximale de 20°, de dépasser des obstacles haut de 30 centimètres sur une surface plane ou jusqu'à 7 centimètres sur une pente de 20°. Il doit permettre de couvrir une distance de 26 kilomètres par jour pour un total de 10 000 kilomètres au cours de sa durée de vie de 10 ans. L'énergie est fournie par deux panneaux solaires verticaux et rétractables pour capter la lumière rasante caractéristique des pôles. Le Lunar Cruiser est aussi capable d'héberger un équipage jusqu'à 36 heures sans énergie solaire, par exemple lors de l'exploration d'un cratère d'obscurité éternelle, et utilise alors des piles à combustibles pour la fourniture d'énergie,.